# Симон Люхінгер
Симон Люхінгер (нім. Simon Lüchinger; 28 листопада 2000, Вадуц) — ліхтенштейнський і швейцарський футболіст, півзахисник клубу «Вадуц» та національної збірної Ліхтенштейну.

## Клубна кар'єра
Люхінгер — вихованець клубів «Руггелль» та «Вадуц». Виступаючи за «Вадуц», у сезоні 2019/20 був переведений до другого складу. Влітку 2021 Симон виступав за команду американського Університету Сент Френсіс. 16 грудня 2021 року повернувся у «Вадуц», підписавши контракт до 2023 року. 11 червня 2022 підписав контракт з ліхтенштейнським клубом «Ешен-Маурен» на правах оренди. 6 вересня цього ж року оренда була достроково припинена.

## Кар'єра у збірній
Люхінгер став наймолодшим капітаном збірної Ліхтенштейна до 21 року, коли був призначений ним у віці 17 років головним тренером Мартіном Штоклазою. Він дебютував за цю збірну 6 червня 2019 року в матчі проти збірної Азербайджану, який закінчився з рахунком 1:0, що стало першою перемогою збірної Ліхтенштейну (до 21 року) в історії.
Люхінгер дебютував за збірну Ліхтенштейна 7 червня 2021 року в товариському матчі проти збірної Фарерських островів, який завершився поразкою з рахунком 1:5.